# Stagmatoptera supplicaria
Stagmatoptera supplicaria es una especie de mantis de la familia Mantidae.

## Distribución geográfica
Se encuentra en Bolivia, Brasil, Ecuador, Colombia,  Guayana Francesa, Guyana, Surinam, Venezuela y   Trinidad.